# Nevid
Nevid (v místním nářečí Nevido, německy Newid) je obec v okrese Rokycany v Plzeňském kraji. Leží zhruba 6,5 kilometru jižně od Rokycan. Žije zde 188 obyvatel.

## Název
V roce 1869 nesla název Nevidy, v letech 1880–1890 Nevido t. Nevidy, v letech 1900–1910 Nevido, od roku 1921 se nazývá Nevid.

## Historie
První písemná zmínka o obci pochází z roku 1227.

## Obyvatelstvo
| Rok            | 1869 | 1880 | 1890 | 1900 | 1910 | 1921 | 1930 | 1950 | 1961 | 1970 | 1980 | 1991 | 2001 | 2011 | 2021 |
| -------------- | ---- | ---- | ---- | ---- | ---- | ---- | ---- | ---- | ---- | ---- | ---- | ---- | ---- | ---- | ---- |
| Počet obyvatel | 301  | 335  | 305  | 245  | 284  | 322  | 306  | 236  | 258  | 217  | 164  | 148  | 136  | 174  | 174  |
| Počet domů     | 40   | 45   | 45   | 41   | 46   | 46   | 54   | 61   | 56   | 57   | 44   | 53   | 54   | 57   | 65   |

## Obecní správa
Mezi lety 1869–1979 Nevid byl obcí v okrese Plzeň (1869–1890) a později v okrese Rokycany. Od 1. ledna 1980 do 31. srpna 1990 patřil jako část obce k Veselé a od 1. září 1990 je opět samostatnou obcí.

### Obecní symboly
Znak a vlajka byly obci uděleny rozhodnutím předsedkyně Poslanecké sněmovny Parlamentu České republiky dne 19. května 2025.